# Amanita verna
Amanita verna é um fungo que pertence ao gênero de cogumelos Amanita na ordem Agaricales. Encontrado na Europa, foi descrito cientificamente pela primeira vez pelo micologista francês Jean Baptiste François Pierre Bulliard. É um cogumelo venenoso, que pode matar.